# Campeonato Mundial de Balonmano Masculino de 2001
El XVII Campeonato Mundial de Balonmano Masculino se celebró en Francia entre el 23 de enero y el 4 de febrero de 2001 bajo la organización de la Federación Internacional de Balonmano (IHF) y la Federación Francesa de Balonmano.

## Sedes
| Foto | Grupo      | Ciudad                | Instalación                       |
| ---- | ---------- | --------------------- | --------------------------------- |
|      | A          | Montpellier           | Palacio de Deportes René Bougnol  |
|      | B          | Nantes                | Palacio Deportivo de Beaulieu     |
|      | C          | Besançon              | Palacio de Deportes               |
|      | D          | Dunkerque             | Salle Louis Dewerdt               |
|      | Fase final | Albertville           | Pabellón Olímpico                 |
|      | Fase final | Amnéville les Thermes | Galaxie                           |
|      | Fase final | Marsella              | Palacio de Deportes               |
|      | Fase final | Toulouse              | Palacio Deportivo                 |
|      | Fase final | París                 | Palacio Omnisports de Paris-Bercy |

## Grupos
| Grupo A         | Grupo B    | Grupo C        | Grupo D        |
| --------------- | ---------- | -------------- | -------------- |
| Suecia          | Yugoslavia | España         | Noruega        |
| Islandia        | Brasil     | Corea del Sur  | Arabia Saudita |
| Portugal        | Francia    | Alemania       | Rusia          |
| República Checa | Argelia    | Estados Unidos | Túnez          |
| Egipto          | Argentina  | Croacia        | Eslovenia      |
| Marruecos       | Kuwait     | Groenlandia    | Ucrania        |

## Primera fase

### Grupo A
| Equipo          | J | G | E | P | G+  | G-  | DG  | PTS |
| --------------- | - | - | - | - | --- | --- | --- | --- |
| Suecia          | 5 | 5 | 0 | 0 | 147 | 112 | +35 | 10  |
| Egipto          | 5 | 3 | 1 | 1 | 124 | 115 | +9  | 7   |
| Islandia        | 5 | 2 | 1 | 2 | 125 | 119 | +6  | 5   |
| Portugal        | 5 | 2 | 0 | 3 | 122 | 122 | 0   | 4   |
| República Checa | 5 | 1 | 2 | 2 | 136 | 136 | 0   | 4   |
| Marruecos       | 5 | 0 | 0 | 5 | 112 | 162 | -50 | 0   |

- Resultados

| Fecha | Partido¹        | Partido¹ | Partido¹        | Resultado |
| ----- | --------------- | -------- | --------------- | --------- |
| 23.01 | Egipto          | -        | Marruecos       | 28-18     |
| 23.01 | Portugal        | -        | República Checa | 29-19     |
| 23.01 | Suecia          | -        | Islandia        | 24-21     |
| 24.01 | República Checa | -        | Egipto          | 26-26     |
| 24.01 | Islandia        | -        | Portugal        | 22-19     |
| 24.01 | Marruecos       | -        | Suecia          | 21-33     |
| 25.01 | Egipto          | -        | Portugal        | 23-19     |
| 25.01 | Marruecos       | -        | Islandia        | 23-31     |
| 25.01 | Suecia          | -        | República Checa | 29-22     |
| 27.01 | República Checa | -        | Marruecos       | 40-23     |
| 27.01 | Portugal        | -        | Suecia          | 25-32     |
| 27.01 | Egipto          | -        | Islandia        | 24-22     |
| 28.01 | Portugal        | -        | Marruecos       | 30-26     |
| 28.01 | Islandia        | -        | República Checa | 29-29     |
| 28.01 | Suecia          | -        | Egipto          | 29-23     |

- (¹) – Todos en Montpellier.

### Grupo B
| Equipo     | J | G | E | P | G+  | G-  | DG  | PTS |
| ---------- | - | - | - | - | --- | --- | --- | --- |
| Francia    | 5 | 5 | 0 | 0 | 132 | 85  | +47 | 10  |
| Yugoslavia | 5 | 4 | 0 | 1 | 146 | 89  | +57 | 8   |
| Argelia    | 5 | 2 | 1 | 2 | 107 | 102 | +5  | 5   |
| Argentina  | 5 | 2 | 1 | 2 | 94  | 118 | -24 | 5   |
| Brasil     | 5 | 1 | 0 | 4 | 108 | 124 | -16 | 2   |
| Kuwait     | 5 | 0 | 0 | 5 | 76  | 145 | -69 | 0   |

- Resultados

| Fecha | Partido¹   | Partido¹ | Partido¹   | Resultado |
| ----- | ---------- | -------- | ---------- | --------- |
| 23.01 | Argentina  | -        | Kuwait     | 22-16     |
| 23.01 | Francia    | -        | Argelia    | 23-13     |
| 23.01 | Yugoslavia | -        | Brasil     | 31-23     |
| 24.01 | Argentina  | -        | Brasil     | 20-19     |
| 24.01 | Kuwait     | -        | Francia    | 14-30     |
| 24.01 | Argelia    | -        | Yugoslavia | 20-23     |
| 25.01 | Kuwait     | -        | Argelia    | 13-26     |
| 25.01 | Francia    | -        | Brasil     | 29-19     |
| 25.01 | Argentina  | -        | Yugoslavia | 10-32     |
| 27.01 | Argentina  | -        | Argelia    | 23-23     |
| 27.01 | Brasil     | -        | Kuwait     | 27-19     |
| 27.01 | Yugoslavia | -        | Francia    | 20-22     |
| 28.01 | Argelia    | -        | Brasil     | 25-20     |
| 28.01 | Yugoslavia | -        | Kuwait     | 40-14     |
| 28.01 | Francia    | -        | Argentina  | 28-19     |

- (¹) – Todos en Nantes.

### Grupo C
| Equipo         | J | G | E | P | G+  | G-  | DG   | PTS |
| -------------- | - | - | - | - | --- | --- | ---- | --- |
| España         | 5 | 4 | 0 | 1 | 160 | 105 | +55  | 8   |
| Alemania       | 5 | 3 | 1 | 1 | 157 | 100 | +57  | 7   |
| Croacia        | 5 | 3 | 1 | 1 | 154 | 115 | +39  | 7   |
| Corea del Sur  | 5 | 3 | 0 | 2 | 145 | 132 | +13  | 6   |
| Groenlandia    | 5 | 1 | 0 | 4 | 85  | 140 | -55  | 2   |
| Estados Unidos | 5 | 0 | 0 | 5 | 80  | 189 | -109 | 0   |

- Resultados

| Fecha | Partido¹       | Partido¹ | Partido¹       | Resultado |
| ----- | -------------- | -------- | -------------- | --------- |
| 23.01 | Croacia        | -        | Groenlandia    | 25-15     |
| 23.01 | Alemania       | -        | Estados Unidos | 40-12     |
| 23.01 | España         | -        | Corea del Sur  | 26-17     |
| 24.01 | Groenlandia    | -        | España         | 16-31     |
| 24.01 | Estados Unidos | -        | Croacia        | 12-41     |
| 24.01 | Corea del Sur  | -        | Alemania       | 26-33     |
| 25.01 | España         | -        | Estados Unidos | 45-18     |
| 25.01 | Groenlandia    | -        | Corea del Sur  | 20-27     |
| 25.01 | Croacia        | -        | Alemania       | 23-23     |
| 27.01 | Estados Unidos | -        | Groenlandia    | 18-26     |
| 27.01 | Alemania       | -        | España         | 22-31     |
| 27.01 | Croacia        | -        | Corea del Sur  | 33-38     |
| 28.01 | Alemania       | -        | Groenlandia    | 39-8      |
| 28.01 | Corea del Sur  | -        | Estados Unidos | 37-20     |
| 28.01 | España         | -        | Croacia        | 27-32     |

- (¹) – Todos en Besançon.

### Grupo D
| Equipo         | J | G | E | P | G+  | G-  | DG  | PTS |
| -------------- | - | - | - | - | --- | --- | --- | --- |
| Rusia          | 5 | 4 | 1 | 0 | 140 | 120 | +20 | 9   |
| Ucrania        | 5 | 3 | 0 | 2 | 134 | 115 | +19 | 6   |
| Túnez          | 5 | 3 | 0 | 2 | 116 | 110 | +6  | 6   |
| Noruega        | 5 | 2 | 1 | 2 | 116 | 127 | -11 | 5   |
| Eslovenia      | 5 | 2 | 0 | 3 | 145 | 137 | +8  | 4   |
| Arabia Saudita | 5 | 0 | 0 | 5 | 92  | 134 | -42 | 0   |

| Fecha | Partido¹       | Partido¹ | Partido¹       | Resultado |
| ----- | -------------- | -------- | -------------- | --------- |
| 23.01 | Eslovenia      | -        | Ucrania        | 28-24     |
| 23.01 | Túnez          | -        | Rusia          | 23-30     |
| 23.01 | Noruega        | -        | Arabia Saudita | 20-14     |
| 24.01 | Arabia Saudita | -        | Eslovenia      | 22-35     |
| 24.01 | Ucrania        | -        | Rusia          | 27-30     |
| 24.01 | Túnez          | -        | Noruega        | 28-19     |
| 25.01 | Ucrania        | -        | Túnez          | 24-18     |
| 25.01 | Rusia          | -        | Arabia Saudita | 29-18     |
| 25.01 | Eslovenia      | -        | Noruega        | 29-30     |
| 27.01 | Arabia Saudita | -        | Ucrania        | 17-28     |
| 27.01 | Noruega        | -        | Rusia          | 25-25     |
| 27.01 | Eslovenia      | -        | Túnez          | 23-228    |
| 28.01 | Túnez          | -        | Arabia Saudita | 22-21     |
| 28.01 | Noruega        | -        | Ucrania        | 22-31     |
| 28.01 | Rusia          | -        | Eslovenia      | 33-30     |

- (¹) – Todos en Dunkerque.

## Fase final

### Octavos de final
| Fecha | Partido  | Partido | Partido       | Resultado |
| ----- | -------- | ------- | ------------- | --------- |
| 31.01 | Francia  | -       | Portugal      | 23-18     |
| 31.01 | Túnez    | -       | Alemania      | 24-26     |
| 31.01 | Argelia  | -       | Egipto        | 21-24     |
| 31.01 | Rusia    | -       | Corea del Sur | 28-26     |
| 31.01 | Croacia  | -       | Ucrania       | 34-37     |
| 31.01 | Suecia   | -       | Argentina     | 32-23     |
| 31.01 | Islandia | -       | Yugoslavia    | 27-31     |
| 31.01 | España   | -       | Noruega       | 28-23     |

### Cuartos de final
| Fecha | Partido  | Partido | Partido    | Resultado |
| ----- | -------- | ------- | ---------- | --------- |
| 01.02 | Alemania | -       | Francia    | 23-26     |
| 01.02 | Egipto   | -       | Rusia      | 21-19     |
| 01.02 | España   | -       | Yugoslavia | 24-26     |
| 01.02 | Suecia   | -       | Ucrania    | 34-20     |

### Partidos de clasificación
5.º a 8.º lugar
| Fecha | Partido¹ | Partido¹ | Partido¹ | Resultado |
| ----- | -------- | -------- | -------- | --------- |
| 03.02 | Alemania | -        | Rusia    | 29-33     |
| 03.02 | España   | -        | Ucrania  | 24-23     |

- (¹) – En París.

Séptimo lugar
| Fecha | Partido¹ | Partido¹ | Partido¹ | Resultado |
| ----- | -------- | -------- | -------- | --------- |
| 04.02 | Alemania | -        | Ucrania  | 24-30     |

- (¹) – En París.

Quinto lugar
| Fecha | Partido¹ | Partido¹ | Partido¹ | Resultado |
| ----- | -------- | -------- | -------- | --------- |
| 04.02 | Rusia    | -        | España   | 38-40     |

- (¹) – En París.

### Semifinales
| Fecha | Partido¹ | Partido¹ | Partido¹   | Resultado |
| ----- | -------- | -------- | ---------- | --------- |
| 03.02 | Suecia   | -        | Yugoslavia | 25-24     |
| 03.02 | Francia  | -        | Egipto     | 24-21     |

- (¹) – En París.

### Tercer lugar
| Fecha | Partido¹   | Partido¹ | Partido¹ | Resultado |
| ----- | ---------- | -------- | -------- | --------- |
| 04.02 | Yugoslavia | -        | Egipto   | 27-17     |

- (¹) – En París.

### Final
| Fecha | Partido¹ | Partido¹ | Partido¹ | Resultado |
| ----- | -------- | -------- | -------- | --------- |
| 04.02 | Suecia   | -        | Francia  | 25-28     |

- (¹) – En París.

## Medallero
| Francia | Suecia | Yugoslavia |
| Joël Abati Grégory Anquetil Patrick Cazal Didier Dinart Jérôme Fernandez Christian Gaudin Bertrand Gille Guillaume Gille Olivier Girault Andrej Golić Bruno Martini Daniel Narcisse Thierry Omeyer Stéphane Plantin Laurent Puigsegur Jackson Richardson | Magnus Andersson Martin Boquist Christian Ericsson Jonas Ernelind Martin Frändesjö Mathias Franzén Peter Gentzel Ola Lindgren Stefan Lövgren Staffan Olsson Johan Petersson Mikael Pettersson Thomas Sivertsson Tomas Svensson Ljubomir Vranjes Magnus Wislander | Mladen Bojinović Zoran Đorđić Goran Đukanović Ratko Đurković Nebojša Golić Nedeljko Jovanović Petar Kapisoda Branko Kokir Ivan Lapčević Blažo Lisičić Nenad Maksić Valadan Matić Žikica Milosavljević Nenad Puljezević Dragan Škrbić Arpad Šterbik |
| Daniel Costantini (seleccionador) | Bengt Johansson (seleccionador) | Branislav Pokrajac (seleccionador) |

## Estadísticas

### Clasificación general
| 1  | Francia         |
| 2  | Suecia          |
| 3  | Yugoslavia      |
| 4  | Egipto          |
| 5  | España          |
| 6  | Rusia           |
| 7  | Ucrania         |
| 8  | Alemania        |
| 9  | Croacia         |
| 10 | Túnez           |
| 11 | Islandia        |
| 12 | Corea del Sur   |
| 13 | Argelia         |
| 14 | Noruega         |
| 15 | Argentina       |
| 16 | Portugal        |
| 17 | Eslovenia       |
| 18 | República Checa |
| 19 | Brasil          |
| 20 | Groenlandia     |
| 21 | Arabia Saudita  |
| 22 | Marruecos       |
| 23 | Kuwait          |
| 24 | Estados Unidos  |

### Máximos goleadores
| N.º | Nombre            | País          | Goles |
| --- | ----------------- | ------------- | ----- |
| 1   | Eduard Koksharov  | Rusia         | 61    |
| 2   | Yuri Kostetski    | Ucrania       | 60    |
| 3   | Yoon Kyung-Shin   | Corea del Sur | 55    |
| 4   | Stefan Lövgren    | Suecia        | 47    |
| 5   | Magnus Wislander  | Suecia        | 46    |
| 6   | Markus Baur       | Alemania      | 43    |
| 7   | Valeri Lochman    | Ucrania       | 42    |
| 8   | Salim Nedjel      | Argelia       | 41    |
| 9   | Christian Berge   | Noruega       | 40    |
| 9   | Mohammed Berrajaa | Marruecos     | 40    |

### Mejores porteros
| N.º | Nombre              | País           | %     |
| --- | ------------------- | -------------- | ----- |
| 1   | Arpad Šterbik       | Yugoslavia     | 45,5% |
| 2   | Peter Gentzel       | Suecia         | 37,1% |
| 3   | David Barrufet      | España         | 36,1% |
| 4   | Pavel Sukosian      | Rusia          | 34,4% |
| 5   | Cristian Canzoniero | Argentina      | 34,2% |
| 6   | Yevgeniy Budko      | Ucrania        | 32,5% |
| 7   | Christian Ramota    | Alemania       | 32,1% |
| 8   | Beno Lapajne        | Eslovenia      | 31,6% |
| 9   | Andrey Lavrov       | Rusia          | 31,4% |
| 10  | Manaf Alsaeed       | Arabia Saudita | 30,2% |